# الأكاديمية الملكية السويدية للفنون

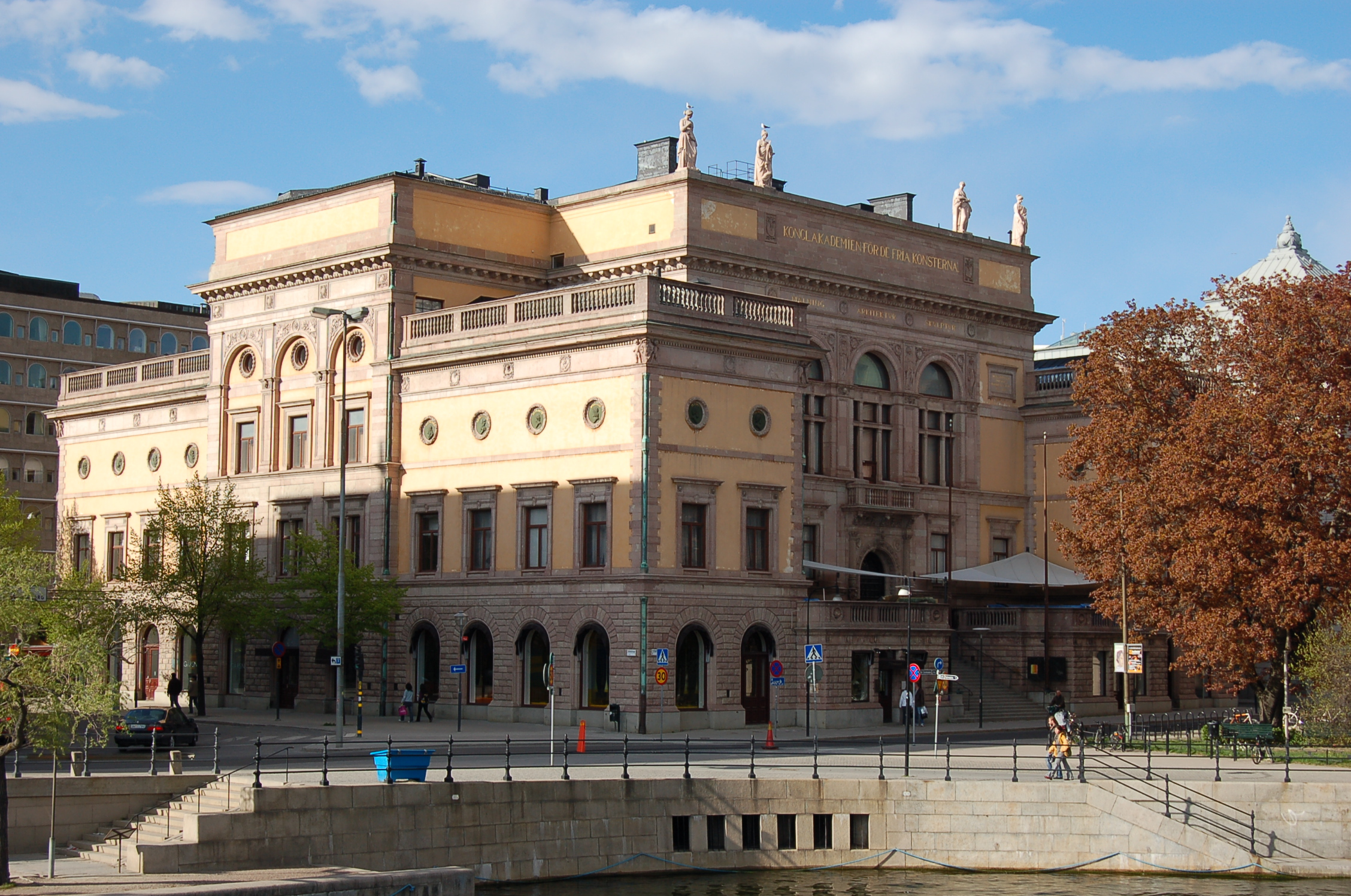
الأكاديمية الملكية السويد للفنون في ستوكهولم.

الأكاديمية السويدية الملكية للفنون (بالسويدية: Kungl. Akademien för de fria konsterna) تأسست عام 1773 من قبل الملك غوستاف الثالث وهي واحدة من الأكاديميات الملكية في السويد.
الأكاديمية منظمة مستقلة تعمل على تعزيز ودعم فنون الرسم والنحت والبناء وغيرها من الفنون البصرية،كان المعهد الملكي للفنون الجميلة جزءا من الأكاديمية وفي عام 1978 أصبح المعهد كيانا مستقلا تحت إشراف وزارة التعليم السويدية.

## وصلات خارجية
الموقع الرسمي للأكاديمية.